# Mokumea
Mokumea is een geslacht van weekdieren uit de klasse van de Gastropoda (slakken).

## Soorten
- Mokumea albomarginata (Ohamoto & Habe, 1979)
- Mokumea albovittata (Lopes, Coelho & Cardoso, 1965)
- Mokumea divaricata (Pilsbry, 1904)
- Mokumea fuscolineata (Thiele, 1930)
- Mokumea mokum Faber, 2004
- Mokumea parvula (Viader, 1951)
- Mokumea yuhitai Habe, 1991
- Mokumea zeleensis Drivas & Jay, 1997